# ゲーテアヌム

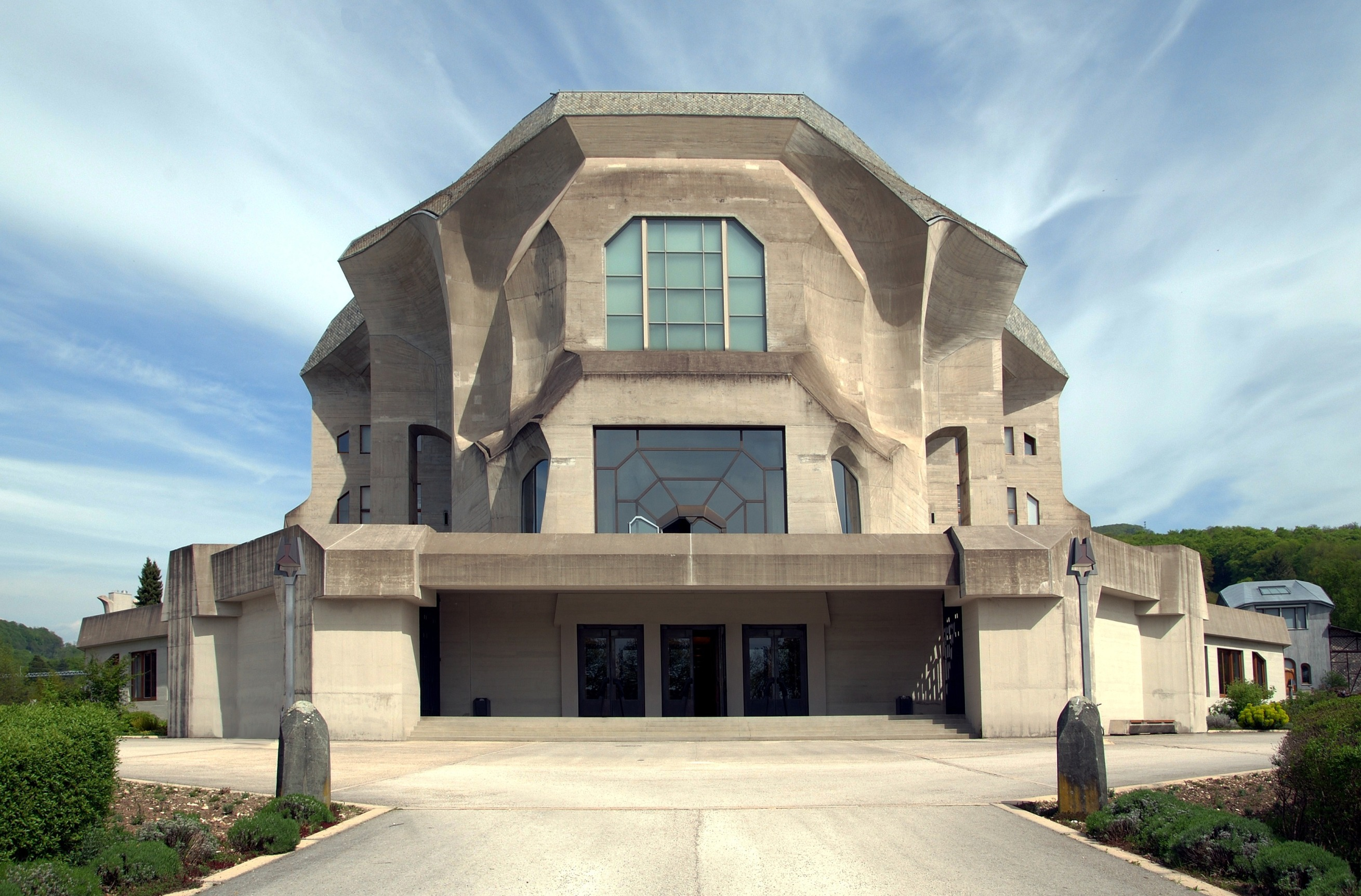
第2ゲーテアヌム西側正面

ゲーテアヌム、ゲーテアーヌム（独:Goetheanum [gøteˈaːnʊm]）とは、スイスのバーゼル近郊、ドルナッハに存在する、ルドルフ・シュタイナーが設計した建築物である。
アントロポゾフィー協会本部であり、活動の中核である精神科学自由大学の本部も置かれている。
ヨハン・ヴォルフガング・フォン・ゲーテにちなんで名付けられた。
現在のゲーテアヌムは、1922年に竣工したものが焼失したあとに、同じ場所に再建されたものであるが、外観が大きく異なるため、焼失前のものを「第1ゲーテアヌム」現在のものを「第2ゲーテアヌム」と呼んで区別している。

## 概要
1500席クラスのホールを2つもち、ギャラリーや講演会スペース、図書館、書店などがある。
一般的なテーマに焦点を当てたカンファレンスが年数回行われており、また、教師、農民、医師、セラピストなどのための専門家会議も定期的に開催されている。夏に行われる大規模な会合では、オイリュトミー公演や、シュタイナーの遺作『神秘劇』の上演が行われる。
年中無休で営業しており、見学ツアーも一日数回提供されている。

## ゲーテアヌム建設計画
1907年に神智学協会がミュンヘンで国際会議を開催したときに、シュタイナーはホールを借り切って特別な表現空間を設けた。空間は深紅の布で張り巡らされ、長手方向の壁には葉の形をした柱頭付きの7本の列柱が並ぶというものであった。
この当時の神智学協会関連の舞台公演および会合は、必ず何ものかの妨害を受けた。このため、彼ら固有の理想とする劇場と会合場所を必要とした。当初はミュンヘン市内に用地を探したが、最終的にはスイスのドルナッハに広大な用地を取得し、第1ゲーテアヌムを中心とする建築物群の建設を開始した。

## 第1ゲーテアヌム

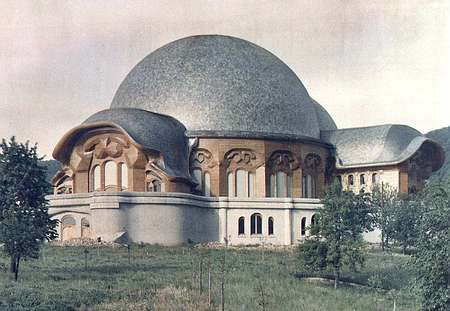
第1ゲーテアヌム

第1ゲーテアヌムは、1908年から設計が開始され、1913年に定礎され、1920年に、一部が未完成ながらも開館。1922年に完成した。シュタイナー自らが外装・内装の設計を手がけた。完成後はわずか2年間しか実用には供されなかったが、この間、オイリュトミー公演用劇場として用いられた。
彼のこの建築への思考形成はまず内装から始められ、内部空間の造形、外観の造形という順で進められた。
この建物は、2連キューポラ構成を中心としており、円筒状の建物が二つ繋がった所に、長方形の建物が交差する形状をしていた。
2連キューポラのうち、大きな一方には900席の客席が置かれ、もう一方は舞台として用いられた。客席後方にはパイプオルガンと聖歌隊席が設置されていた。
二つのドーム天井を持つ構造で、天井にはシンボリックで色彩的な天井画が描かれており、壁面には大きなステンドグラスを持っていた。
建物の最高点は地上34メートル、ホール最深部から天井までの高さは26メートル、もっとも長い柱は14メートルであった。
1922年12月31日、この第1ゲーテアヌムは何ものかによって放火され、焼失した。
現在、ミュンヘンのピナコテーク・デア・モデルネに模型が置かれている。

## 第2ゲーテアヌム

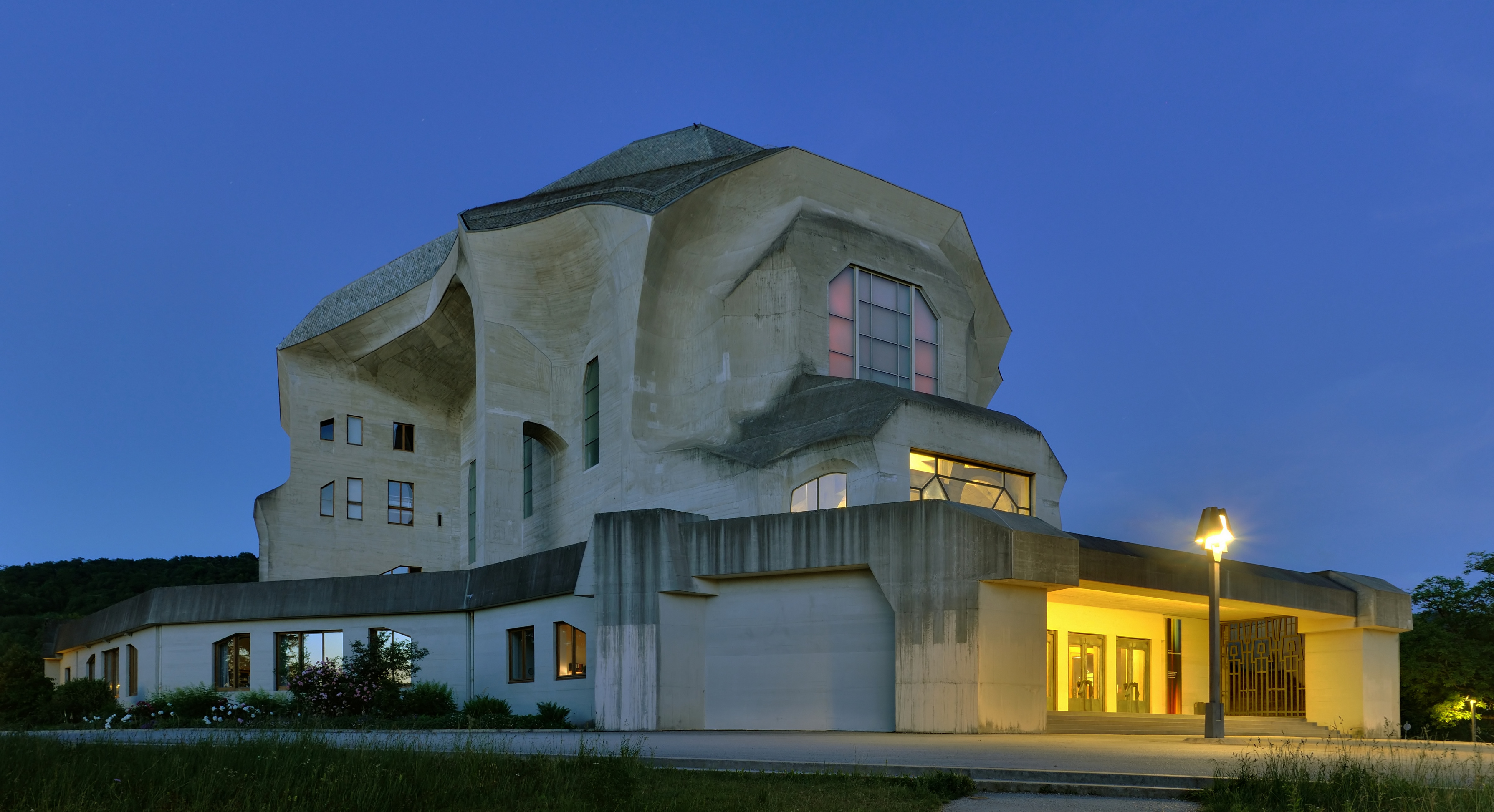
第2ゲーテアヌム西側

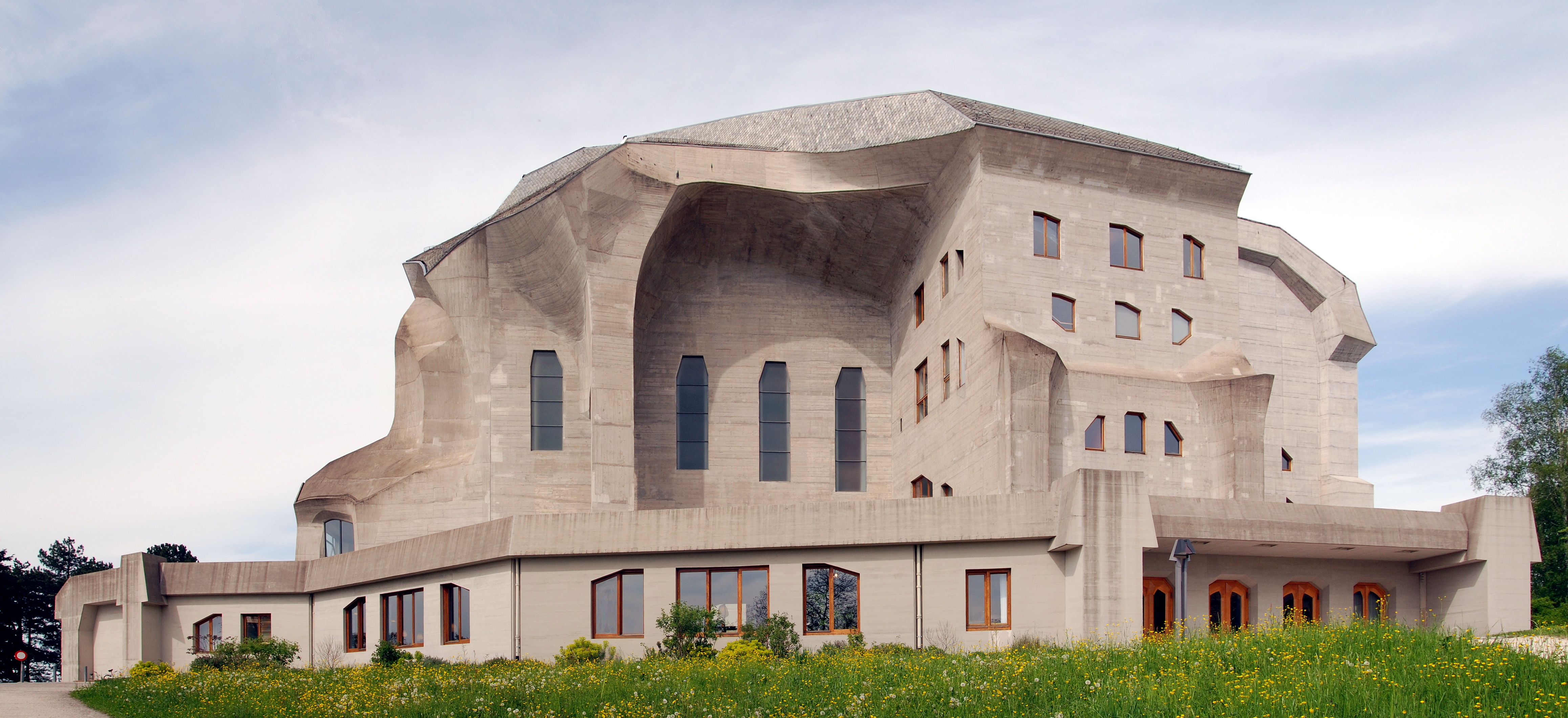
第2ゲーテアヌム南側

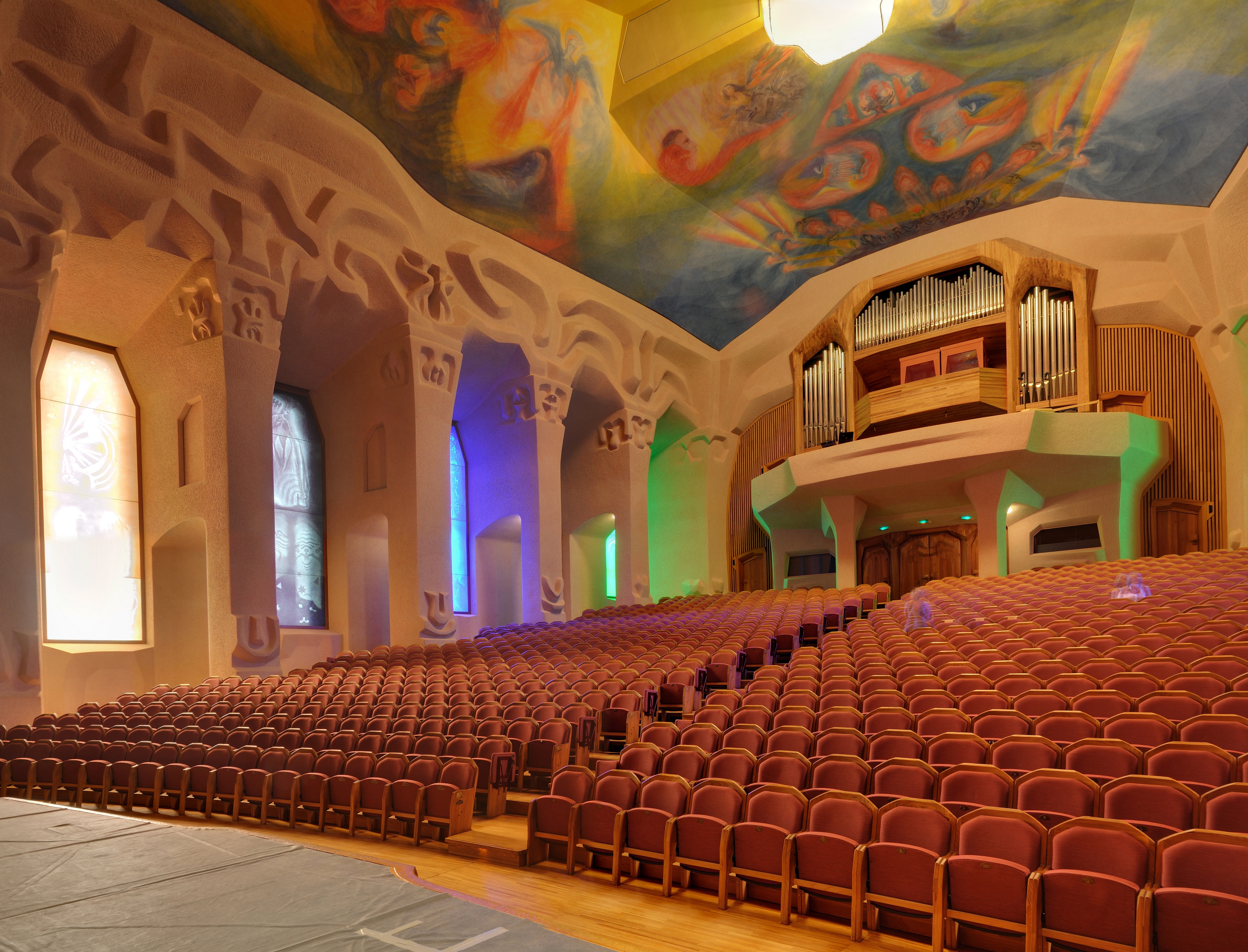
中央講堂内部

第1ゲーテアヌム焼失後、シュタイナーはすぐに第2ゲーテアヌムの構想にとりかかり、粘土を用いて模型を製作した。設計図についてはプロの建築家の協力を得ながら、外観の設計を完了した。しかし、内装の設計を行う事なく、1925年、着工直後にシュタイナーは死去した。内装の設計を行わなかった理由の一つとして、「第1ゲーテアヌムの再現でよい」という考えを持っていたからではないかと言われている。
1926年に上棟式を行い、1928年には未完成ながら開館したが、1929年に、完成にはほど遠い状態で第2ゲーテアヌムは一旦閉鎖され、その後、長期間をかけて建設を完了した。
第2ゲーテアヌムは、マイケル・ブレナンによって「表現主義芸術の真の傑作」と讃えられた。また、スイスの国定史跡として指定されている。
中央講堂（ホール）は約1000席の客席を持ち、第1ゲーテアヌム同様天井画が描かれ、側面にはステンドグラスがはめ込まれ、客席後方にはパイプオルガンが設置されている。1950年代半ばから、1990年代半ばにかけて、中央講堂の再設計が行われた。
なお、これらの天井画やステンドグラスなどは、第1ゲーテアヌムに設置されていたものの忠実な再現である。

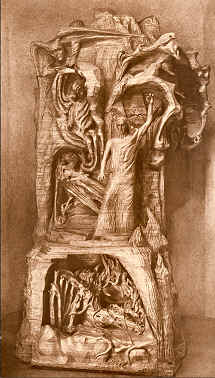
彫刻『人類の代表者』

第1ゲーテアヌムに置かれていた、シュタイナーとエディス・マリオンの共作による、9メートルの高さの木製彫刻『人類の代表者』も、専用ギャラリーに展示されている。

## 建築の特徴
シュタイナーの建築は、伝統的な建築の制約からの解放によって特徴づけられる。第1ゲーテアヌムでは、丸みを帯びた形を構築するため船大工の協力を得た。第2ゲーテアヌムでは、彫刻的な形状を再現するためにコンクリートを積極的に用いた。当時、コンクリートの徹底した使用は画期的であった。
両方のゲーテアヌムに置いて、シュタイナーは霊的に表現力のある形を作成するよう務めた。いずれのゲーテアヌムも、西側から東側へと向かう方向性を内装や人の動線に持たせている。
ゲーテアヌムを訪問し、絶賛した近代の建築家として、フランク・ロイド・ライト、ハンス・シャロウンらがいる。